# OS X Yosemite
OS X Yosemite ([joʊˈsɛməti]), Versionsnummer 10.10, wurde am 16. Oktober 2014 veröffentlicht. Es folgte als elfte Hauptversion von macOS, dem Desktop-Betriebssystem von Apple, auf OS X Mavericks. Mit Yosemite wurde ein Public-Beta-Programm eingeführt, bei dem sich eine Million Nutzer für das Testen von Vorabversionen eintragen konnten. Es ist nach dem Yosemite-Nationalpark benannt und legt Schwerpunkte auf eine überarbeitete Benutzeroberfläche, erweiterte Cloud-Funktionen sowie verbesserte Zusammenarbeit mit iPhone und iPad.
Die letzte Aktualisierung war Version 10.10.5 vom 13. August 2015, die letzte Sicherheitsaktualisierung erschien am 19. Juli 2017. Am 30. September 2015 wurde der Nachfolger OS X El Capitan, Version 10.11, veröffentlicht.

## Neuerungen (Auswahl)
- überarbeitete Oberfläche
- erweiterte Spotlight-Funktionalität (u. a. Wikipedia-Zugriff, Kartenanzeige)
- neue „Heute-Ansicht“ in der Mitteilungszentrale, ähnlich wie in iOS, übernimmt mit Widgets einen Teil der Funktionalität des Dashboards
- Mail – optionales Abspeichern von Mail-Anhängen in der iCloud und Versand eines Links statt einer Datei (Mail Drop), Annotation von Anhängen (Markup)
- Telefonate, Versand und Empfang von SMS (über ein iPhone)
- Handoff – Fortsetzung von unterstützten Programmen auf einem iPad oder iPhone
- iCloud Drive – Zugriff auf iCloud-Dateien als Ordner im Finder
- Automatisierung mittels JavaScript (zusätzlich zu AppleScript)[2]
- Dark Mode (optional) – Mit dem Dark-Mode werden Systemelemente wie Menüleisten und das Dock in ein transparentes Schwarz eingefärbt
- Apple Fotos, als Nachfolger von iPhoto und Aperture, mit der Aktualisierung auf Version 10.10.3 im April 2015.[3]

## Systemanforderungen
OS X Yosemite ist mit der gleichen Hardware kompatibel wie die beiden Vorgänger, Mavericks (Version 10.9) und Mountain Lion (Version 10.8).
- iMac (ab fünfte Generation, August 2007)
- MacBook (ab 13″-Unibody-Modell, 2008, ab 13″-Modell, Anfang 2009)
- MacBook Pro (ab 13″-Modell, siebte Generation Juni 2009; ab 15″- und 17″-Modell, dritte Generation Juni 2007)
- MacBook Air (ab Ende 2008)
- Mac mini (ab dritte Generation März 2009)
- Mac Pro (ab Januar 2008)
- Xserve (ab Frühjahr 2009)

Einzelne Funktionen wie Handoff funktionieren laut Apple nur mit jüngerer Hardware. Handoff etwa setzt Bluetooth 4.0 voraus und funktioniert auf dem MacBook Air und Mac Mini ab der Gerätegeneration seit 2011, auf dem MacBook Pro und iMac ab Mitte/Ende 2012 hergestellten Geräten.

## Versionsgeschichte
| OS-X-Version | -Build  | Darwin-Version | Erscheinungsdatum | Anmerkung |
| ------------ | ------- | -------------- | ----------------- | --- |
| 10.10        | 14A389  | 14.0.0         | 16. Oktober 2014  | Erste veröffentlichte Version |
| 10.10.1      | 14B25   | 14.0.0         | 17. November 2014 | Fehlerbehebungen, Sicherheitsupdates, Verbesserte Zuverlässigkeit für WLAN, Senden von Mails und Verbindungsaufbau                                                   |
| 10.10.2      | 14C109  | 14.1.0         | 27. Januar 2015   | Fehlerbehebungen, Sicherheitsupdates, Spotlight-Sicherheitslücke geschlossen, Safari 8.0.3                                                                           |
| 10.10.2      | 14C1510 | 14.1.0         | 9. März 2015      | Sicherheitsupdate 2015-002 Yosemite |
| 10.10.2      | 14C1514 | 14.1.0         | 19. März 2015     | Sicherheitsupdate 2015-003 Yosemite |
| 10.10.3      | 14D136  | 14.2.0         | 8. April 2015     | Fehlerbehebungen, Sicherheitsupdates, Fotos App, API für neues Force-Touch-Trackpad des MacBook und MacBook Pro, neue Emojis, Safari 8.0.5                           |
| 10.10.4      | 14E36b  | 14.4.0         | 30. Juni 2015     | Fehlerbehebungen, Sicherheitsupdates, Verbesserungen bei Fotos, dem Migrationsassistenten und der Unterstützung der arabischen und hebräischen Sprache, Safari 8.0.7 |
| 10.10.5      | 14F27   | 14.5.0         | 13. August 2015   | Fehlerbehebungen, Sicherheitsupdates, Verbesserung der Kompatibilität mit bestimmten E-Mail-Servern bei der Verwendung von Mail, Safari 8.0.8                        |
| 10.10.5      | 14F1021 | 14.5.0         | 21. Oktober 2015  | Sicherheitsupdate 2015-004 Yosemite |
| 10.10.5      | 14F1505 | 14.5.0         | 12. November 2015 | Sicherheitsupdate 2015-005 Yosemite |
| 10.10.5      | 14F1509 | 14.5.0         | 11. Dezember 2015 | Sicherheitsupdate 2015-006 Yosemite |
| 10.10.5      | 14F1605 | 14.5.0         | 19. Januar 2016   | Sicherheitsupdate 2016-001 Yosemite |
| 10.10.5      | 14F1713 | 14.5.0         | 21. März 2016     | Sicherheitsupdate 2016-002 Yosemite |
| 10.10.5      | 14F1808 | 14.5.0         | 18. Mai 2016      | Sicherheitsupdate 2016-003 Yosemite |
| 10.10.5      | 14F1909 | 14.5.0         | 18. Juli 2016     | Sicherheitsupdate 2016-004 Yosemite |
| 10.10.5      | 14F1912 | 14.5.0         | 1. September 2016 | Sicherheitsupdate 2016-005 Yosemite |
| 10.10.5      | 14F2009 | 14.5.0         | 24. Oktober 2016  | Sicherheitsupdate 2016-006 Yosemite |
| 10.10.5      | 14F2109 | 14.5.0         | 13. Dezember 2016 | Sicherheitsupdate 2016-007 Yosemite |
| 10.10.5      | 14F2315 | 14.5.0         | 27. März 2017     | Sicherheitsupdate 2017-001 Yosemite |
| 10.10.5      | 14F2411 | 14.5.0         | 15. Mai 2017      | Sicherheitsupdate 2017-002 Yosemite |
| 10.10.5      | 14F2511 | 14.5.0         | 19. Juli 2017     | Sicherheitsupdate 2017-003 Yosemite |